# Медаль Лавлейс
Меда́ль Лавле́йс (англ. Lovelace Medal) — нагорода, заснована Британським комп'ютерним товариством (BCS) у 1998 році, і вручається особам, які зробили видатний внесок у розуміння чи розвиток обчислювальної техніки. Вона вважається найвищою відзнакою у Великій Британії в галузі обчислювальної техніки. Лауреати медалі запрошують представити свої дослідження на лекції Лавлейс, яка проводиться наступного року, де вони мають змогу поділитися своїми досягненнями та дослідженнями.
Нагороду названо на честь графині Ади Лавлейс, англійської вченої-математика та письменниці. Лавлейс була донькою лорда Байрона. Вона працювала до 1842 року разом з піонером обчислювальної техніки Чарлзом Беббіджем над аналітичною машиною — механічним комп'ютером загального призначення і часто згадується як перша в світі жінка-комп'ютерний програміст.
Медаллю Лавлейс відзначають осіб, чия робота в галузі досліджень і освіти сприяла значному прогресу в обчислювальній техніці. Переможців обирає щорічна комісія, створена BCS. Комісія бере до уваги такі фактори, як оригінальність, вплив і етичні наслідки роботи номінантів.
Медаль призначена для вручення особам, незалежно від країни їхнього проживання, за умови прямого зв'язку з Великою Британією. Загалом передбачається, щорічне вручення нагороди, але положення не забороняє мати і декількох медалістів чи жодного медаліста у році.

## Лауреати нагороди
- 2023 Деміс Гассабіс — за надзвичайний внесок у штучний інтелект та індустрію технологій Великої Британії
- 2023 Джейн Гіллстон[en] — на знак визнання її роботи над розробкою нових підходів до моделювання як штучних, так і природних систем шляхом поєднання елементів формальних мов із математичним моделюванням
- 2023 Том Крік (англ. Tom Crick) — за освіту та внесок в освіту в галузі інформатики через дослідження, політику та практику[4]
- 2020 Ієн Горрокс[en][5] — за значний внесок у розвиток систем міркування[en]
- 2020 Нік Дженінгс[en] і Майкл Вулдрідж[en] — за внески у багатоагентні системи
- 2019 Марта Квятковська[en][2] — за перевірку імовірнісної моделі для багатого на дані світу
- 2018 Гордон Плоткін[en][6] — за внесок у семантичну структуру для мов програмування
- 2017 Джордж Готтлоб[en][7] — за внесок у логічні та теоретичні основи баз даних
- 2016 Ендрю Блейк[en][8] — за внесок у розуміння та розвиток обчислювальної техніки як дисципліни
- 2015 Росс Андерсон[9] — за внесок у розвиток інженерії безпеки у дисципліну
- 2014 Стів Фербер[en][10] — за розробку архітектури мікропроцесора ARM та внесок у комп'ютерні системи
- 2013 Самсон Абрамський[en] — за внесок у теорію доменів, семантику ігор і категоріальну квантову механіку
- 2012 Граді Буч[11] — за внесок в архітектуру програмного забезпечення, розробку програмного забезпечення та середовищ для спільної роботи
- 2011 Германн Гаузер[en] — за підприємництво та за спільну розробку BBC Micro Computer[en]
- 2010 Джон Рейнольдс[en][12] — за внесок у логічні основи програм та мов програмування
- 2009 Йорік Вілкс[en][13] — за внесок у смислове розуміння природної мови
- 2008 Тоні Сторі (англ. Tony Storey)[14] — за внески в автономні комп'ютерні системи
- 2007 Карен Спарк Джонс[15] — за внесок у обробку природної мови
- 2006 Тім Бернерс-Лі[16] — за винайдення Всесвітнього павутиння
- 2005 Нік Мак-Кеон[en][16] — за внесок у розробку апаратного забезпечення маршрутизатора
- 2004 Джон Варнок з Adobe Systems[17] — за внески в технології обробки документів
- 2002 Ієн Фостер[en] і Карл Кессельман[en][16] — за внесок у технології ґрід
- 2001 Дуглас Енгельбарт[16] — за винайдення комп'ютерної миші
- 2000 Лінус Торвальдс[16] — для створення операційної системи на бвзі ядра Linux.
- 1998 Майкл Ентоні Джексон[en] і Кріс Бартон (англ. Chris Burton)[16] — за розробку програм і структурного програмування